# Bagna (województwo zachodniopomorskie)
Bagna – wieś w Polsce, położona w województwie zachodniopomorskim, w powiecie goleniowskim, w gminie Maszewo.
W latach 1975–1998 miejscowość administracyjnie należała do województwa szczecińskiego.

## Zabytki
- XV-wieczna, granitowa świątynia z ceglanym szczytem gotyckim i drewnianą wieżą zwieńczoną barokowym hełmem, wewnątrz wystrój neogotycki[4].